# Colina del Odeón
La colina del Odeón es un espacio situado al noreste del sitio arqueológico de Cartago en Túnez. Esta colina posee varios restos arqueológicos romanos, entre ellos los del teatro y los del odeón del antiguo Cartago. En ella se sitúa el parque de Villas Romanas, el cual permite a los visitantes deambular por una zona de la ciudad antigua en gran parte despejada. El parque mantiene en particular la villa de la Pajarera, la villa romana mejor conservada de Cartago y un hermoso mosaico descubierto en las proximidades del edificio con columnas de Cartago, el mosaico de los caballos, el cual fue desplazado.

## Topografía y localización

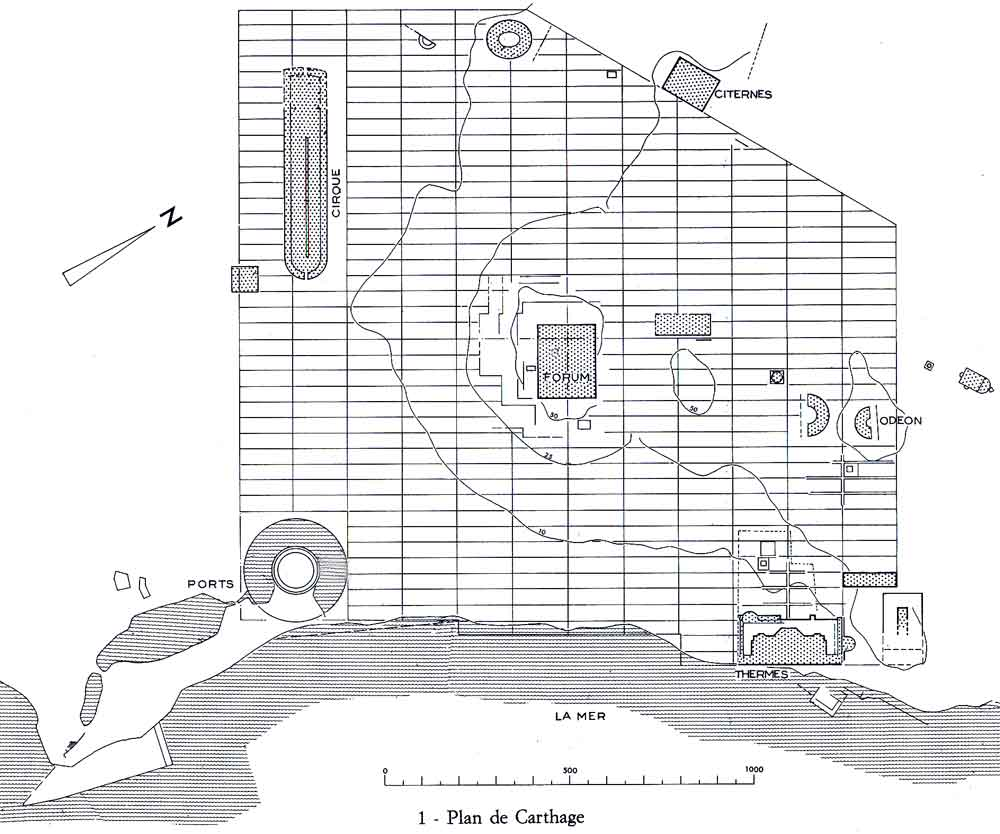
Plano de la ciudad romana de Cartago.

La colina del Odeón y el parque de Villas Romanas se sitúan al este de la antigua colonia romana de Cartago y al norte del parque de las termas de Antonino. Sobre sus límites de sitúan actualmente la zona del palacio presidencial al sur, mientras que hacia el norte se construyó la mezquita El Abidine.

## Historia

Mapa con los elementos de la colina del odeón y del parque arqueológico de las villas romanas, n°9 a 11.

Si bien la zona se sitúa fuera de los límites de la ciudad púnica de Cartago, destruida en 146 a. C., varias ruinas prerromanas fueron halladas en excavaciones. Restos importantes también son mencionados por diversas fuentes antiguas, en particular por un fragmento del Tratado de la resurrección de la carne de Tertuliano que menciona sepulturas púnicas. Algunas de estas sepulturas datan del siglo III a. C..

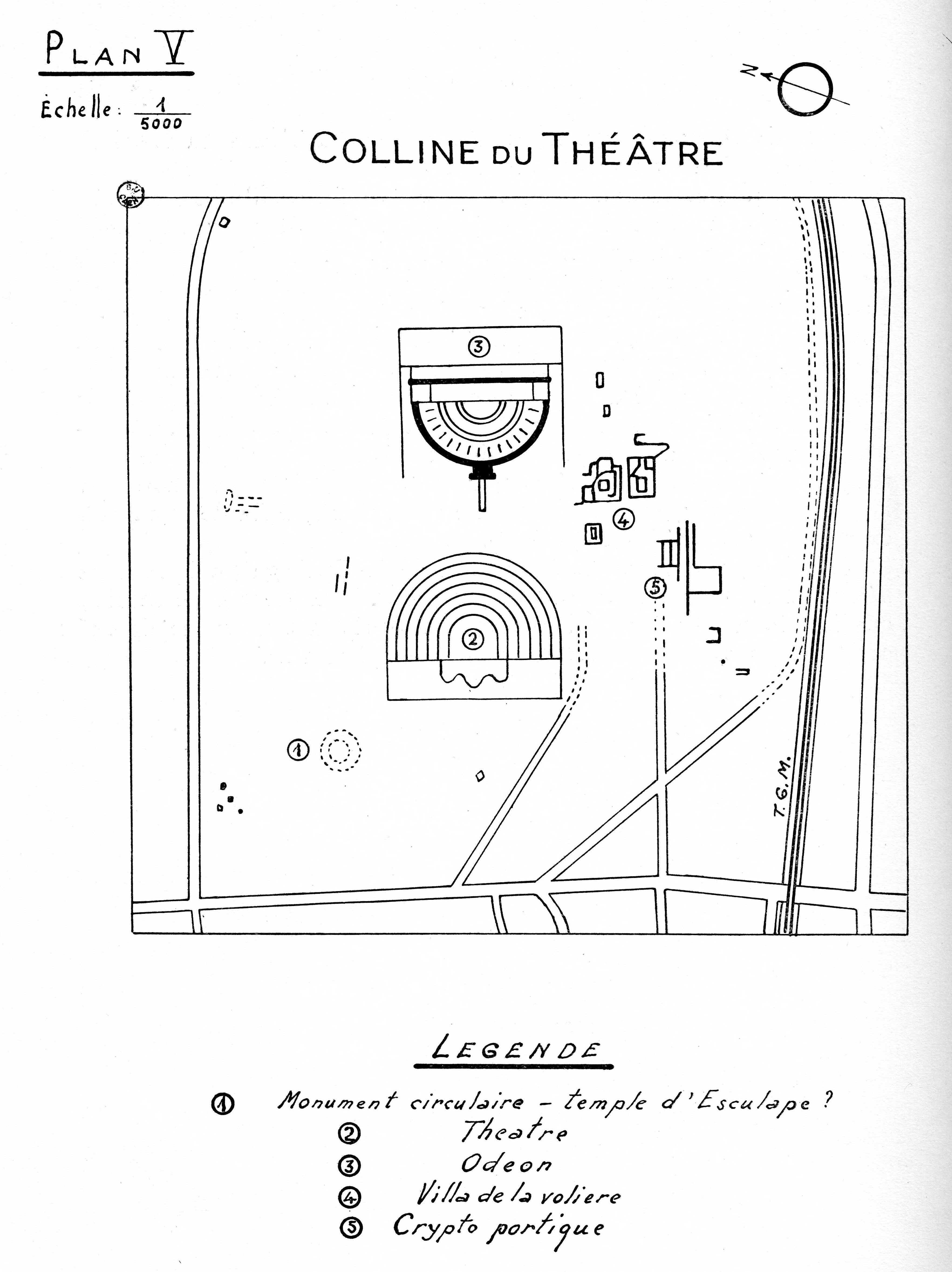
Plano de la colina del teatro de Cartago.

El gran incendio del segundo siglo, el cual destruyó gran parte de la capital del protectorado de África, permitió el desarrollo de este espacio de colinas en el seno de un importante proyecto urbanístico. Un barrio de villas lujosas, entre las cuales se encontraba la villa de la Pajarera se edificaron como parte de este plan. Un monumento circular, el cual fue objeto de excavaciones durante la campaña de la Unesco, bautizada « rotonda sobre podio cuadrado», fue datado de la época cristiana e identificado por algunos especialistas como un mausoleo. Una inscripción monumental de Esculapio, dios romano de la medicina, fue también encontrada en las proximidades, lo que abre la posibilidad de que se trate de la localización del templo púnico de Eshmún. Los textos romanos confirman esta posibilidad ya que indican que se construyó un templo a la divinidad correspondiente de su panteón en el mismo emplazamiento. El último elemento fundamental del programa de construcción fue un vasto espacio dedicado al ocio con un teatro (datado del segundo siglo) y un odeón (construido durante el tercer siglo).

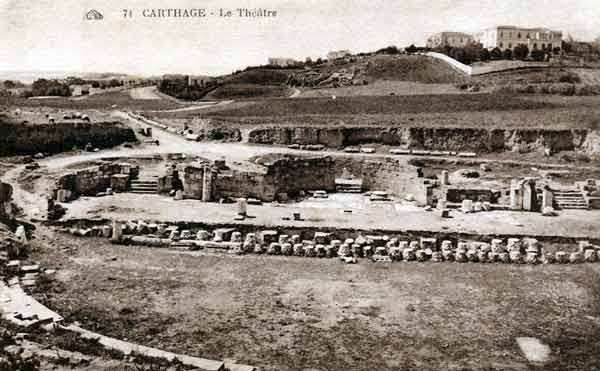
Vista del teatro a comienzos del.

El conjunto de este espacio fue destruido por los vándalos según Víctor de Vita. Sin embargo, una población residual siguió viviendo en las ruinas durante un tiempo.
Luego de un largo período de olvido, la zona fue redescubierta a comienzos del siglo XX. El odeón fue explorado entre 1900 y 1901, el teatro fue desenterrado en 1904. Este último fue restaurado y utilizado para representaciones teatrales a comienzos del siglo veinte.
El sitio fue marcado también por la historia contemporánea: Winston Churchill pronunció un discurso delante de sus tropas durante la Segunda Guerra Mundial. El teatro se restauró nuevamente en 1967 para recibir el Festival Internacional de Cartago.

## Edificios públicos

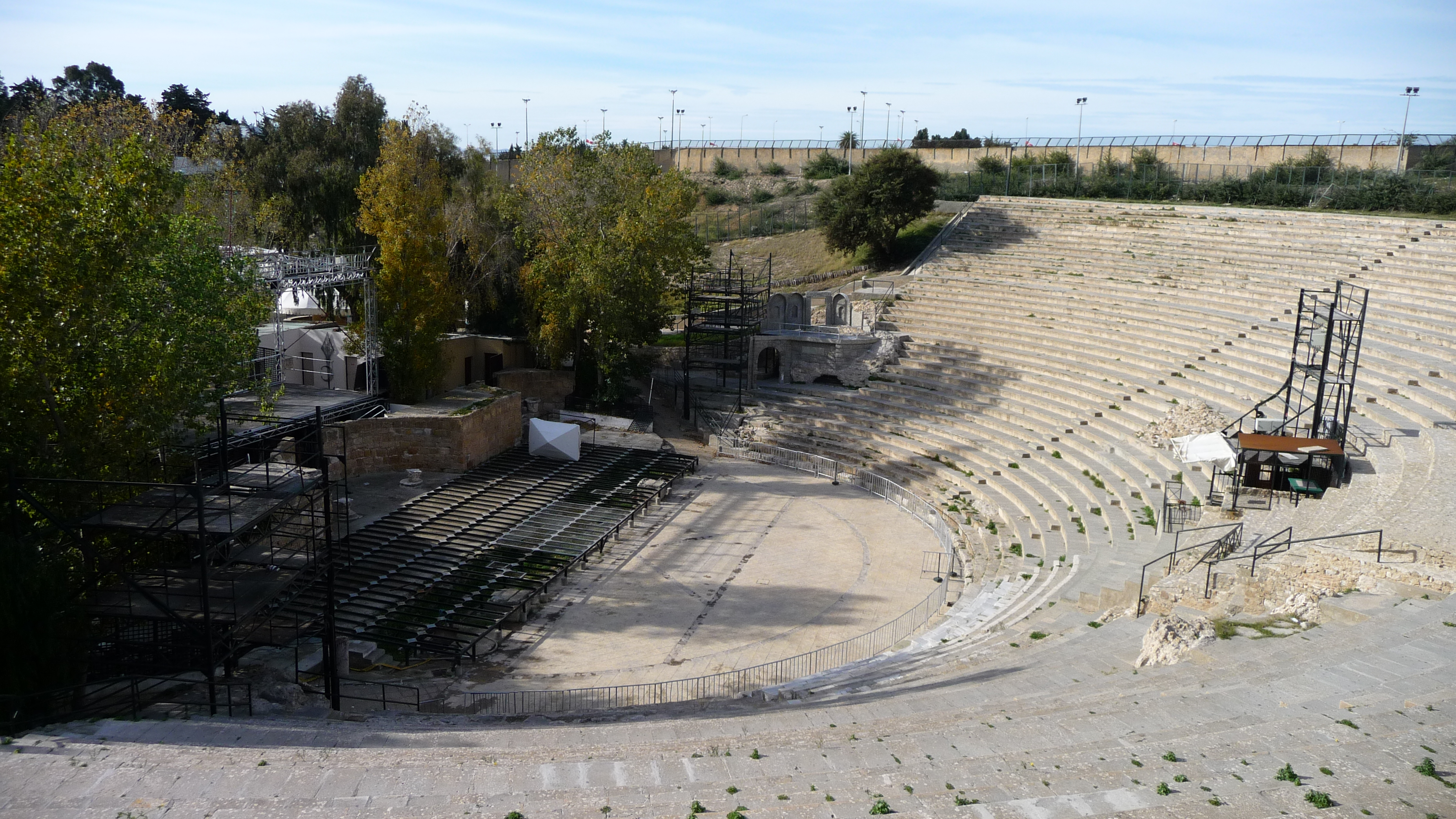
Vista sobre las gradas actuales del teatro.

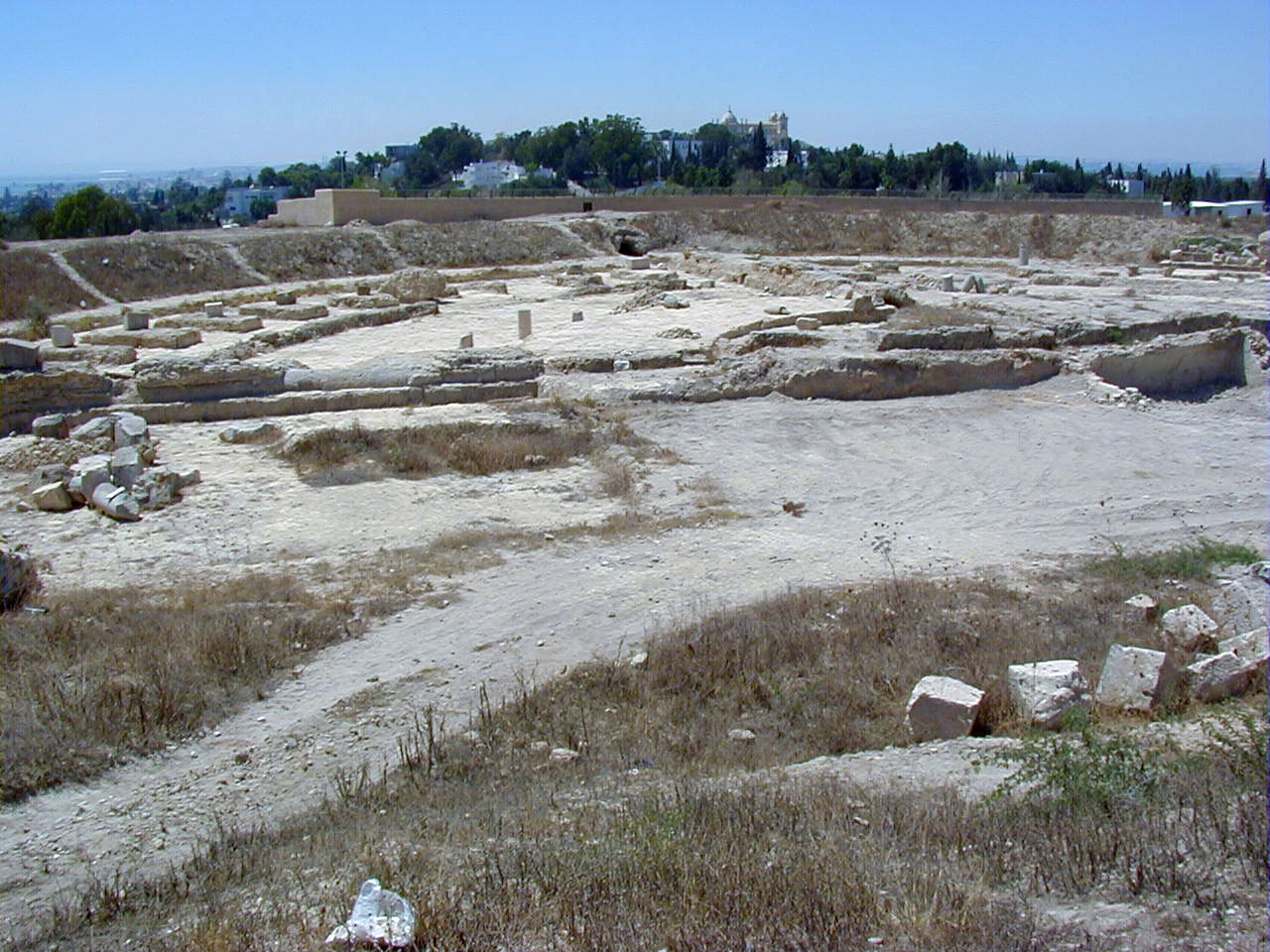
Infraestructuras del Odeón en 2001.

Dos estilos diferentes dominan la construcción de los dos edificios públicos principales, los cuales se encuentran frente a frente.
El teatro constituye una mezcla de estilos arquitectónicos de Teatro griego y de Teatro romano: las gradas se apoyan sobre un sistema de bóvedas aprovechando el desnivel de la colina. La cávea estaba constituida por gradas separadas por escaleras. La orchestra, con sus asientos móviles más confortables, estaba destinada a los espectadores más importantes. El pulpitum era un muro que separaba la orchestra del escenario, mientras que la scænae frons constituía el telón de fondo del edificio.
Es difícil de entender el porqué de la combinación de estilos dada la magnitud de la destrucción dejada por el tiempo, sin duda ligada al lujo de los materiales utilizados.

### Teatro
Tertuliano menciona en su introducción de Floridas la riqueza de la decoración, el esplendor de los mármoles de la cávea, el piso del proscenio y la belleza de las columnas. El teatro contenía una columnaza de mármol y de pórfido sobre la scænae frons, numerosas estatuas y ornamentos epigráficos de calidad.
Algunos fragmentos de inscripciones descubiertas en el teatro demuestran que se hicieron reparaciones durante el siglo IV.
Quedan muy pocos restos romanos en las gradas del edificio actual, debido a las restauraciones que fueron efectuadas para el festival de Cartago. Las paredes semicirculares datan igualmente de comienzos del siglo XX.

### Odeón

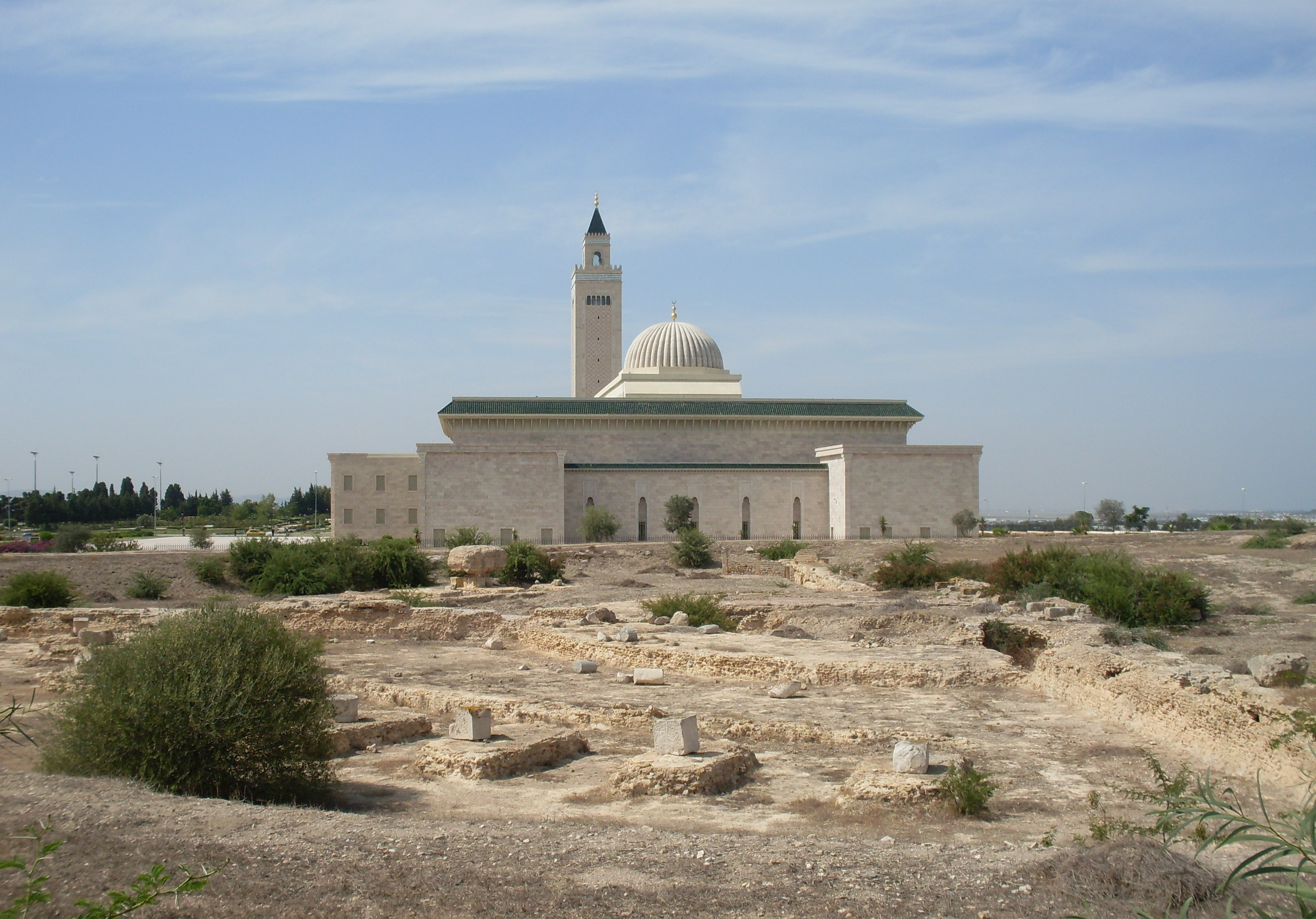
Vestigios del odeón en los límites de la mezquita de El Abidine.

El odeón no se encuentra en tan buen estado como el teatro, hoy en día no quedan más que restos de la infraestructura, apenas explorados a comienzos del siglo XX.
Varias excavaciones tuvieron lugar entre 1994 y 1999. Si bien el sitio se encuentra en una zona non aedificandi, se encuentra en los límites inmediatos de la mezquita de El Abidine. Adosado al teatro y construido íntegramente por encima del suelo, el edificio poseía corredores semicirculares destinados a la circulación de los espectadores. Tertuliano menciona que el descubrimiento de las sepulturas se produjo durante la construcción del edificio.

## Ornamentación

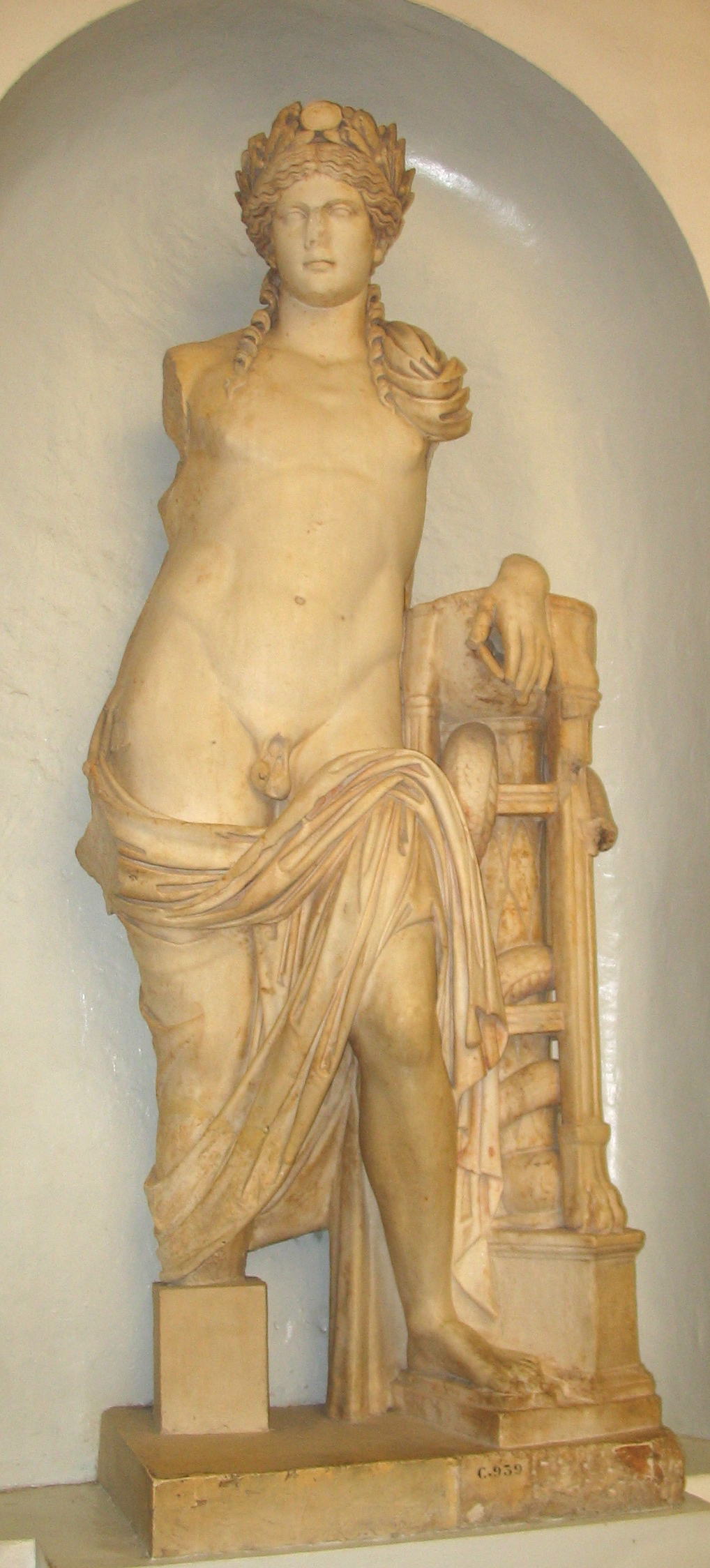
Estatua de Apolo descubierta en el teatro.

Sólo los textos antiguos nos permiten imaginar la ornamentación de las dos construcciones públicas principales. Los escritos de Tertuliano como los de Apuleyo son nuestra principal fuente de información. Sin embargo, se encontraron trozos de mármol en las cisternas situadas sobre el odeón, lo que nos permite hacernos una idea de como eran.
El odeón estaba ornamentado por mármol rosa y verde, las columnas terminaban en capiteles corintios

### Obras de arte
Numerosas obras de arte ornamentaban los edificios, de las cuales algunas fueron encontradas durante las excavaciones. En el teatro, las numerosas estatuas de divinidades o de personajes encontradas fueron depositadas en el Museo Nacional del Bardo, entre ellas el famoso Apolo del teatro
El muro de escena del odeón poseía arcos que debían estar también ornamentados con esculturas.

## Villas romanas

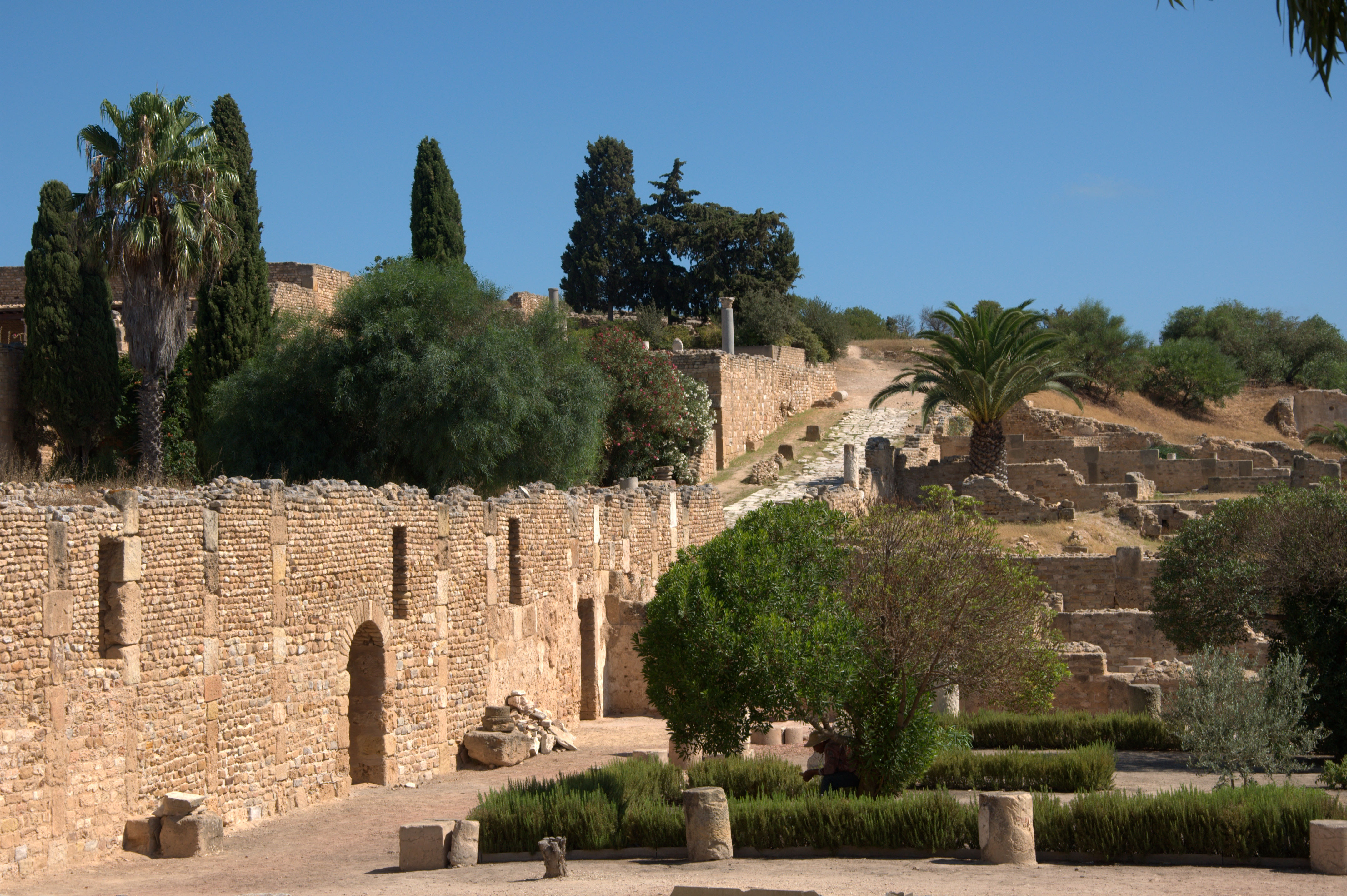
Villa del cryptopórtico sobre la izquierda, al fondo la villa de la pajarera.

Los ruinas de las villas se encuentran en un estado deteriorado excepto por el de la «villa de la pajarera». El interés principal del barrio consiste en la visión general que nos da de la Colonia Iulia Carthago, organizada en insulaes o pequeños islotes de 35 metros por 141.

### Características generales
El barrio del segundo siglo está organizado en calles ortogonales. Los apartamentos se encontraban en los pisos elevados, mientras que las tiendas ocupaban los pisos inferiores al nivel de la calle.

### Villa de la pajarera

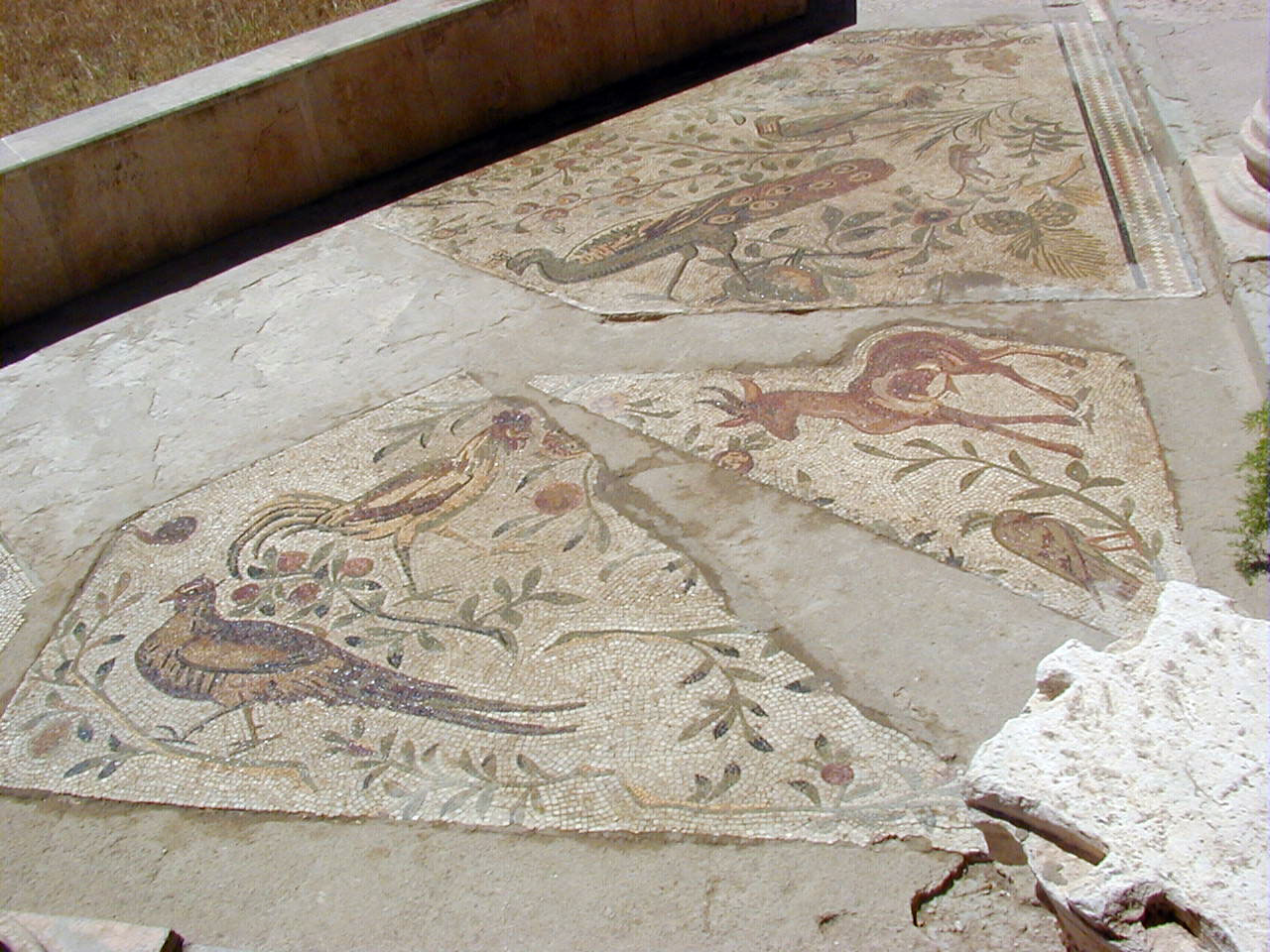
Mosaico de la pajarera in situ.

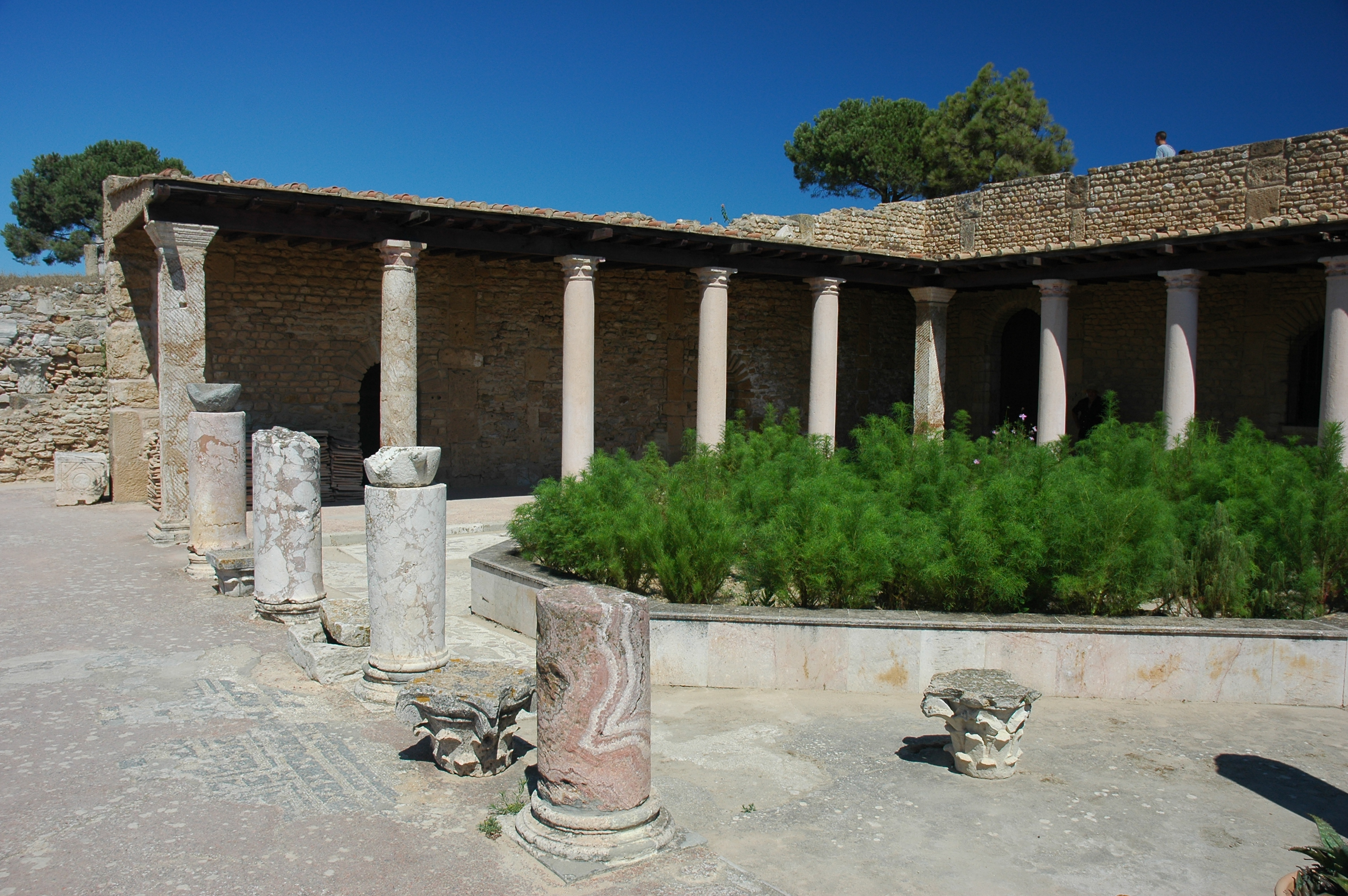
Villa de la pajarera.

La villa es el elemento principal del parque, fue restaurada durante los años 1960. El nombre de la villa proviene del mosaico de la pajarera, en el cual se distingue la presencia de aves entre el follaje. Este mosaico ocupa el jardín en el centro del viridarium, centro de un patio rodeado de un pórtico de columnas de mármol rosa. 
Al suroeste se sitúa una terraza orientada hacia la calle. Al oeste, una galería abovedada tiene la función de descargar el empuje del terreno. El atrio del edificio se encuentra al este. Al norte se encuentran todas las habitaciones de prestigio, los apartamentos de invitados, la lareira y el vestíbulo.
Se encontraron baños y tiendas. En el piso superior se encontraban los apartamentos privados del propietario y bajo el criptopórtico se hallaba un paseo al abrigo de la intemperie.